# Chemical Vocation
Chemical Vocation  är ett svenskt poppunkband från Uddevalla. Efter att gruppen deltog i och vann Rock of Bohuslän blev de kontrakterade av The emo foundation som drivs av Rickard Melin. Därefter åkte bandet på en mindre europaturné. Chemical Vocation har släppt två fullängdsalbum.
Efter en lång tid av turnerande i Skandinavien bytte bandet till bolaget Panic & action, startat av Peter "Babs" Ahlqvist, grundaren av bolaget Burning Heart och Eric Höjdén, sångare i Åmålsbandet Kid down. De började spela in debutalbumet "A misfit in progress" den 7 december 2007.  Albumet släpptes den 24 september 2008.
Tidigare hette bandet Sealed in Silence och innan dess hette de Rockbottom.
Den 18 april 2011 släpptes den senaste skivan Write This Moment.
Gruppen gjorde en återförening i 2025 som började i Emo Club, Valand, Göteborg.

## Medlemmar
- Pierre Stridsberg (né Larsson) - Sång
- Kristoffer Wass (né Lundström) - Sång och gitarr
- Robin Jansson - Trummor
- Joakim Jensen - Sång och gitarr
- Frasse - Sång och bas (2011 - 2013)
- Johan Caullvine - Bas (2005 - 2011)

## Diskografi

### Album
- 2005 – Chemical Vocation (The Emo Foundation)

1. Unspection
2. I Won't Stay
3. Conversus Locus
4. Dispatch
5. Blackhole Scenery
6. Song For Her

- 2008 – A Misfit In Progress (Panic & Action), utgivet 24 september, med låtarna:

1. Pencil And Papers
2. A Misfit In Progress
3. Backseat Driver
4. Walls
5. The Beautiful Truth
6. This Town
7. Small Step Backwards
8. The Test Of Time
9. Ready, Set, Go
10. Lost And Found

- 2011 – Write This Moment (Panic & Action), utgivet 18 april, med låtarna:

1. Speeding Heartbeets
2. The Road
3. Someday
4. 92 And Raining
5. No Still Means No
6. All Iv'e Got
7. Cold Caress
8. We're Not Here To Give Up
9. Satin Sheets
10. A Case Of The Mondays
11. Lika An Infection

### Samlingsalbum
- The Final Chapter (2006) (The Emo Foundation) - "Backseat Driver (Demo)" , "Small Steps Backwards (Demo)"
- Burn All The Small Towns (2009) (Panic & Action)  - "Cold Caress"
- Burn All The Small Towns Vol.2 (2010) (Panic & Action) - "My Dependence"